# 戸川和良
戸川 和良（とがわ かずよし、1949年4月14日 - ）は、日本の経営者。近畿日本鉄道社長を務めた。大阪府出身。

## 経歴・人物
1974年に大阪大学経済学部を卒業し、同年に近畿日本鉄道に入社した。2008年6月に常務に就任し、2010年6月に専務、2012年6月に副社長を経て、2013年1月には社長に就任。2017年6月に相談役に就任。